# Moran Samuel
Moran Samuel (en hebreo: מורן סמואל‎, Carmiel, 24 de abril de 1982) es una remera y jugadora de baloncesto israelí.

## Biografía
Moran creció en Karmiel, donde comenzó a jugar baloncesto. Durante su servicio militar en la Fuerza Aérea de Israel, el ser una atleta excepcional le permitió matricularse en un programa que permite a los atletas de alto rendimiento completar su servicio obligatorio mientras representan al país en el deporte que practican; después de su servicio, continuó formando parte de la selección femenina israelí de baloncesto. En 2006,  sufrió un accidente vascular a nivel de la columna vertebral, el cual paralizó su cuerpo de la cintura hacia abajo. Luego de recuperarse, completó sus estudios académicos en la Universidad de Haifa, donde obtuvo el título de terapeuta físico, y desde entonces trabaja con la Asociación Israelí de Deportes Paralímpicos para restablecer el equipo femenino israelí de baloncesto en silla de ruedas.

## Carrera deportiva

### Baloncesto
Jugando con la selección nacional israelí femenina de baloncesto, participó en el Campeonato Europeo de Baloncesto en Silla de Ruedas, el cual fue organizado en Nazaret en 2011 y simultáneamente se unió al equipo profesional Beit HaLohem en Tel Aviv, con Samuel siendo la única  mujer integrante de un equipo donde todos los demás eran varones. Beit HaLohem ganó el campeonato doble (título y copa) en 2011. En 2013, participó jugando para la selección israelí en el Campeonato Europeo de Baloncesto en Silla de Ruedas en Fráncfort, obteniendo la séptima posición en la clasificación final. En esta competición,fue votada una  de las cinco mejores jugadoras de Europa, haciendo parte del llamado "Equipo All-Star".

### Remo
Como parte de sus actividades deportivas paralímpicas y además como sugerencia de su compañera de vida, quien también es remera, comenzó a entrenar en remo en 2010 y representó a Israel en los Juegos Paralímpicos de Verano de 2012 en Londres, acabando en el quinto lugar. Más temprano ese año,  ganó una carrera en la categoría de skiff en el Adaptive Rowing Regatte en Gavirate, Italia, pero los organizadores no disponían de una copia del Hatikva, el himno nacional de Israel;  Samuel pidió el micrófono y lo cantó en su lugar. En 2015,  ganó la medalla de oro en el evento de la Copa Mundial de Remo en Varese,  derrotando a la campeona mundial reinante, la remera noruego Birgit Skarstein. En el Campeonato Mundial de Remo de 2015 celebrado en Lac d'Aiguebelette, Francia, obtuvo la medalla de oro en skiff, asegurándose un lugar en la competencia paralímpica de los Juegos Paralímpicos de Río de Janeiro 2016. Además, recibió la medalla de bronce en junio de 2016 en la Copa Mundial de Remo llevada a cabo en Poznań.